# Museu Cavaquinho
A Associação Cultural e Museu Cavaquinho (Museu Cavaquinho) é uma associação sem fins lucrativos criada em Lisboa, Portugal, com o objectivo de documentar, preservar e promover a prática do cavaquinho, um instrumento tradicional português.

## História
A Associação Cultural e Museu Cavaquinho foi criada e adquiriu natureza jurídica em Julho de 2013 com o propósito de cobrir as necessidades e falhas encontradas durante um estudo preliminar sobre a prática do cavaquinho em Portugal, levado a cabo por Júlio Pereira (sócio fundador e actual presidente).
Durante esse estudo, foi evidente uma realidade diferente da conhecida no início dos anos 80, aquando da edição do disco “Cavaquinho” de Júlio Pereira que mostraria ao país este instrumento - a prática do cavaquinho não parou, antes pelo contrário, manteve-se activa. No entanto, não existe documentação sobre esta prática, nem tão pouco um método de ensino ou um plano de preservação quer da prática quer da construção e divulgação deste instrumento.
Esta Associação nasceu da urgência de juntar no mesmo plano os intervenientes da prática do cavaquinho: por um lado tocadores, músicos e construtores como agentes reais e por outro, os investigadores, universidades e outras entidades acreditadas que são o suporte científico para uma construção rigorosa daquilo que é a viagem e prática do cavaquinho.

## Património Cultural
O Museu Cavaquinho é neste momento a única associação a nível nacional a reunir todo o conhecimento disperso sobre a prática do cavaquinho com a finalidade de o elevar a património cultural. O seu trabalho passa por:
- Recolher todo o tipo de documentos, publicações, relatos, partituras, iconografia e recolhas audiovisuais;
- Inventariar os construtores portugueses (Continente e Ilha da Madeira) de Cavaquinhos e Braguinhas com vista à inscrição dos saberes e técnicas dos construtores tradicionais no Inventário Nacional do Património Cultural Imaterial[2][3][4];
- Inventariar os músicos, grupos, orquestras e associações ligadas a este instrumento;
- Constituir um acervo documental como objecto de estudo com vista à prática do ensino do Cavaquinho nas escolas[4] ;
- Criar protocolos de entreajuda com a comunidade científica nos domínios da Etnomusicologia, Antropologia, Sociologia;
- Criar um site bilingue e uma rede social alargada ao mundo que ligue todas as Comunidades e Associações relacionadas com o Cavaquinho e o Braguinha portugueses[4], o Cavaquinho de Cabo Verde, o Cavaquinho do Brasil, o Ukulele do Havai e continente norte-americano e o Keroncong da Indonésia com o objectivo de mostrar ao mundo o Cavaquinho que lhes deu origem;
- Promover todas as acções necessárias ao reconhecimento pela UNESCO do Cavaquinho como Património Imaterial da Humanidade[4][5][6] ;
- Criação de actividades lúdicas que dêem visibilidade e promovam o cavaquinho (apresentações, workshops, exposições[7][8][9]);